# Bhola Sadar Upazila
Bhola Sadar Upazila är ett underdistrikt i Bangladesh. Det ligger i den södra delen av landet, 120 kilometer söder om huvudstaden Dhaka. 